# Lanýž
Lanýž (Tuber) je rod vřeckovýtrusných hub.

## Rozšíření a výskyt
Lanýže se vyskytují zejména ve Středomoří, například v italských regionech Piemonte, Marche, Umbria, Abruzzo, Molise, ve francouzském Périgordu či v oblasti Istrijského poloostrova. Lanýže rostou převážně v dubových a jiných listnatých lesích. Většině druhů se daří ve vápnité půdě s mírně zásaditou reakcí půdního roztoku.

## Popis
Plodnice jsou typu tuberothecia, což je druhotně uzavřené apothecium. Bývají nepravidelně kulovitého až bramborovitého tvaru, hrbolaté až bradavčité, bělavé, žlutohnědé nebo šedočerné barvy. Nacházejí se pod zemí v hloubce přibližně 15–20 cm.

## Vybrané druhy
Známým představitelem rodu lanýž je lanýž černovýtrusý (Tuber melanosporum) rostoucí v mykorhizní asociaci s dubem (hlavně s dubem pýřitým), habrem, lískou či lípou. Lanýž letní (Tuber aestivum), lanýž piemontský (Tuber magnatum). Lanýž letní se vzácně vyskytuje i v České republice, ovšem je chráněný zákonem a nesmí se proto sbírat.

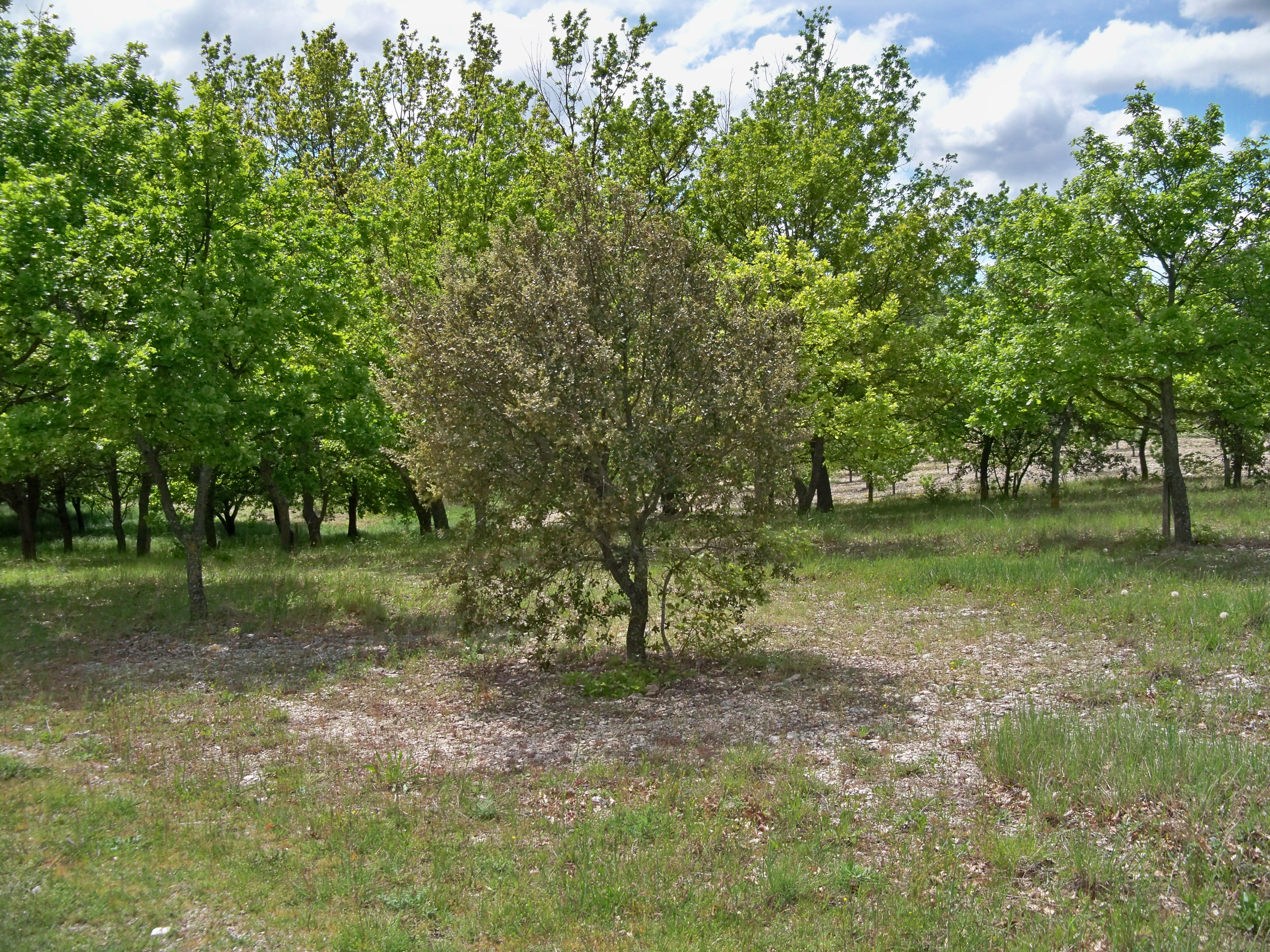
Lanýžárna ve Francii

## Pěstování
Některé druhy lanýžů se pěstují. Využívá se k tomu lesíků nebo sadů očkovaných danou houbou, tyto se označují jako lanýžárny. Pěstuje se zejména ceněný lanýž černovýtrusý. Možné je pěstovat i lanýž letní, což ovšem vzhledem k jeho menší vyhledávanosti a ceně není tolik rentabilní. Tyto dva druhy vytvářejí kolem hostitelského stromu kruh s omezenou vegetací, francouzsky označovaný jako brûlé, italsky jako pianello.